# John Cleves Symmes Jr.

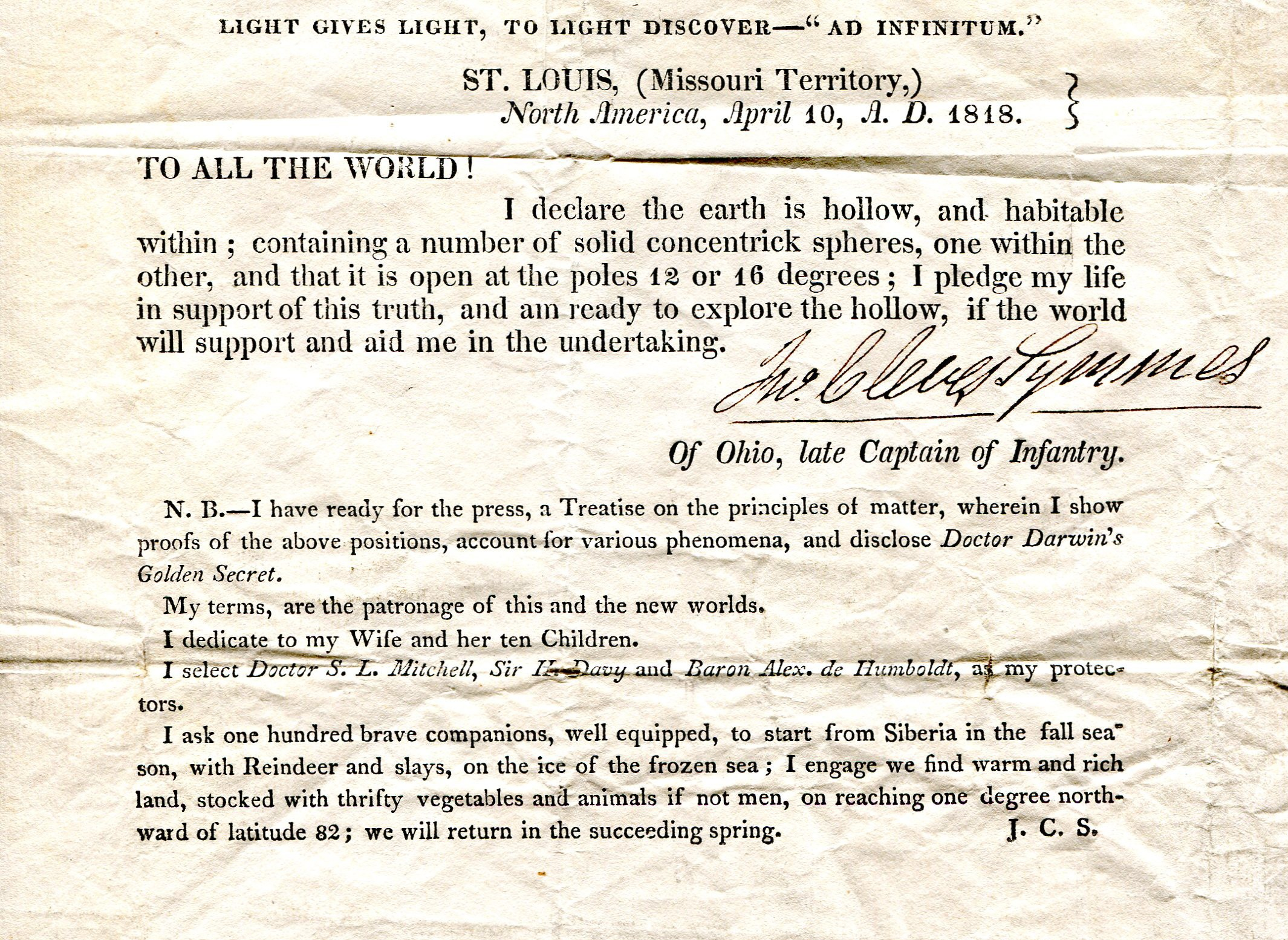
De proclamatie van Symmes

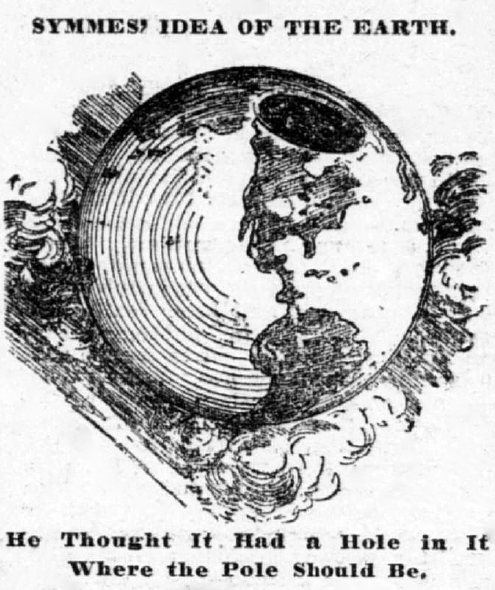
Voorstelling uit 1896 van de aarde met een gat in de noordpool

John Cleves Symmes Jr. (5 november 1780 - 28 mei 1829) was een Amerikaans legerofficier, spreker en handelaar. Hij staat bekend om zijn in 1818 gepubliceerde theorie van de holle Aarde, waarin hij het concept van ingangen nabij de polen introduceerde.

## Biografie
Symmes werd in 1780 geboren in Sussex County in de staat New Jersey. Hij werd vernoemd naar John Cleves Symmes, een oom van hem, die lid was van het Continental Congress en had meegevochten in de Amerikaanse Onafhankelijkheidsoorlog. Met hulp van deze oom kreeg Symmes in 1802 een rang als lagere officier in het Amerikaanse leger. Hij werd ingedeeld bij het First American Regiment, waar hij enkele rangen doorliep, tot en met kapitein. Eind 1808 trouwde hij met de weduwe Mary Anne Lockwood. Zij had reeds zes kinderen, die Symmes onderhield, naast de vijf kinderen die het paar samen kreeg.
Tijdens de Oorlog van 1812 diende hij aanvankelijk in het Missouriterritorium. In 1814 werd zijn legeronderdeel naar Canada gezonden, waar het net op tijd arriveerde om het Amerikaanse leger te ontzetten in de Slag bij Lundy's Lane. In 1815 kreeg Symmes eervol ontslag uit militaire dienst, waarna hij naar Saint Louis verhuisde, destijds een frontierstad. Daar vestigde hij zich als handelaar en kreeg toestemming om met indianen handel te drijven. Terwijl zijn nering bepaald niet goed liep, ontwikkelde Symmes zijn theorie van de holle aarde, waarvoor hij zich de rest van zijn leven sterk maakte. Symmes overleed in 1829, midden in een serie lezingen in Canada en New England.

## Theorie van de holle Aarde
Op 10 april 1818 publiceerde Symmes zijn proclamatie van de holle aarde:

Ik verklaar dat de aarde hol is en binnenin leefbaar; dat zij een aantal concentrische bollen bevat, de één in de ander en dat deze aan de polen openingen hebben van 12 tot 16 graden; ik beloof plechtig mijn leven aan deze waarheid te wijden en ben bereid het binnenste te verkennen als de wereld mij daarin steunt en erbij helpt.

Symmes zond zijn proclamatie aan 500 regeringen, vorsten, wetgevende instituten, steden en wetenschappelijke genootschappen. Met het laatste deel van de tekst verzocht hij belangstellenden nadrukkelijk om fondsen voor het verkennen van het binnenste van de aarde. Afgezien van een enkeling was de wereld echter niet onder de indruk. Symmes was niet uit het veld geslagen en begon een campagne van brieven en voordrachten om zijn theorie aan de man te brengen.

### De theorie
In de originele vorm ging de theorie van Symmes uit van vijf concentrische bollen die in elkaar pasten, waarbij de bekende aarde de buitenste schil vormde. Hij stelde dat de aardkorst 1610 km dik moest zijn, waarin een opening van 6450 km doorsnede aan de noordpool zat, en eentje van 9650 km aan de zuidpool. De kromming van de rand van die gaten zou zodanig zijn dat men het binnenste kon bereiken zonder dat te merken. Deze gaten waren Symmes' meest oorspronkelijke toevoegingen aan de denkbeelden over een holle aarde en ze zouden later als Symmesgaten in de literatuur opduiken. Verder meende hij dat de andere bollen in de aarde bewoonbaar moesten zijn en misschien zelfs al door mensen bewoond. Later verliet Symmes het idee van de vijf concentrische bollen, ten gunste van een holle aarde die ook aan de binnenkant bewoonbaar zou zijn.

### Brieven, lezingen en een boek
De eerste twee jaar na publicatie van zijn theorie besteedde Symmes aan de bevordering ervan middels brieven. In 1819 verscheen een artikel van zijn hand in de National Intelligencer, een krant in Washington, D.C.. Hij overtuigde een enkeling, maar in het algemeen was vooral spot zijn deel. Vanaf 1820 begon Symmes ook lezingen over het onderwerp te verzorgen, met name aan de oostkust van de VS. Hij was geen begenadigd spreker, maar hield wel vol. Het aantal volgelingen van zijn theorie groeide daarom gestaag en mede daardoor de belangstelling voor een expeditie naar de noordpool.
In 1820 verscheen in de VS het boek Symzonia; Voyage of Discovery, geschreven door ene Captain Adam Seaborn. In dit boek werd verslag gedaan van een reis naar het binnenste van een holle aarde en het wordt daarom wel aan Symmes toegeschreven. Anderen wijzen dit idee af en betogen dat het een vorm van satire op Symmes' ideeën moest zijn geweest.

### Volgelingen
Ondanks dat het aantal volgelingen van Symmes zeer beperkt is geweest, hebben enkelen daarvan toch van zich laten spreken. De vermogende James McBride wist via invloedrijke vrienden de Amerikaanse volksvertegenwoordiging in 1823 te laten stemmen over het financieren van een expeditie naar de noordpool, maar het voorstel werd afgewezen. In 1826 publiceerde hij het boek Symmes' Theory of Concentric Spheres. De schrijver en journalist Jeremiah N. Reynolds schreef een artikel dat in 1827 in boekvorm werd uitgegeven: Remarks of Symmes' Theory Which Appeared in the American Quarterly Review.
Na het overlijden van zijn vader nam de oudste zoon van Symmes, Americus Symmes, het op verschillende manieren voor zijn vader op. Ook publiceerde hij in 1878 een bewerkte verzameling van zijn vaders aantekeningen en publicaties, getiteld Symmes's Theory of Concentric Spheres: Demonstrating That the Earth is Hollow, Habitable Within, and Widely Open About the Poles, Compiled by Americus Symmes, from the Writings of his Father, Capt. John Cleves Symmes.